# Comité socialiste d'études et d'action pour la paix en Algérie
 (avril 2016).
Si vous disposez d'ouvrages ou d'articles de référence ou si vous connaissez des sites web de qualité traitant du thème abordé ici, merci de compléter l'article en donnant les références utiles à sa vérifiabilité et en les liant à la section « Notes et références ».
En pratique : Quelles sources sont attendues ? Comment ajouter mes sources ?
Le Comité socialiste d'études et d'action pour la paix en Algérie est un mouvement politique français, actif de 1957 à 1959. 
Il peut être considéré comme une de sources politiques du Parti socialiste unifié.

## Description
Regroupant les responsables de la minorité socialiste, membres de la SFIO mais en désaccord avec la politique algérienne menée par Guy Mollet, alors président du conseil, le Comité est fondé en janvier 1957. Son animateur principal est Édouard Depreux, mais la plupart des représentants de la minorité de gauche socialiste s'y retrouvent : Robert Verdier, Alain Savary, Charles Lussy, Daniel Mayer, Antoine Mazier, Raymond Badiou, André Philip, Jean Rous, Robert Blum, Ernest Labrousse, Oreste Rosenfeld, Marceau Pivert, Charles-André Julien,...
Il se fait connaître à l'occasion du 49e congrès de la SFIO, qui se tient à Toulouse en juin 1957. Robert Verdier y dépose une motion proposant que le parti reconnaisse la vocation nationale de l'Algérie. Elle ne recueille cependant que 13 % des mandats.
La direction de la SFIO mène alors une certaine répression interne contre les membres du comité. En décembre, Daniel Mayer est suspendu de délégation", en janvier 1958, c'est André Philip qui est exclu du parti. Le comité décide alors de publier un bulletin mensuel, Tribune du socialisme, dont le premier numéro paraît le 25 janvier 1958. Il y en aura quatre autres, jusqu'en juin.
Malgré cela, l'influence du comité va croissant. Lors du conseil national de mars 1958, la motion sur l'Algérie proposée par Alain Savary obtient 29,6 % des mandats. Face à la montée en puissance de sa minorité, Mollet accepte en avril 1958 que l'Internationale socialiste adopte une position qui préconise l'ouverture de négociations sans préalables, et n'excluant pas l'indépendance de l'Algérie.
Le retour de De Gaulle au pouvoir après la crise de mai 1958, accentue les tensions entre minorité et majorité dans le parti. Dès le mois de juin, Daniel Mayer rompt avec la SFIO et participe à la création de l'Union des forces démocratiques. Lors du congrès qui se tient en septembre 1958, Depreux annonce le départ de son courant et la création du Parti socialiste autonome, que rejoignent la plupart des animateurs du comité. Celui-ci disparait donc de fait à ce moment-là.